# 周隆庠

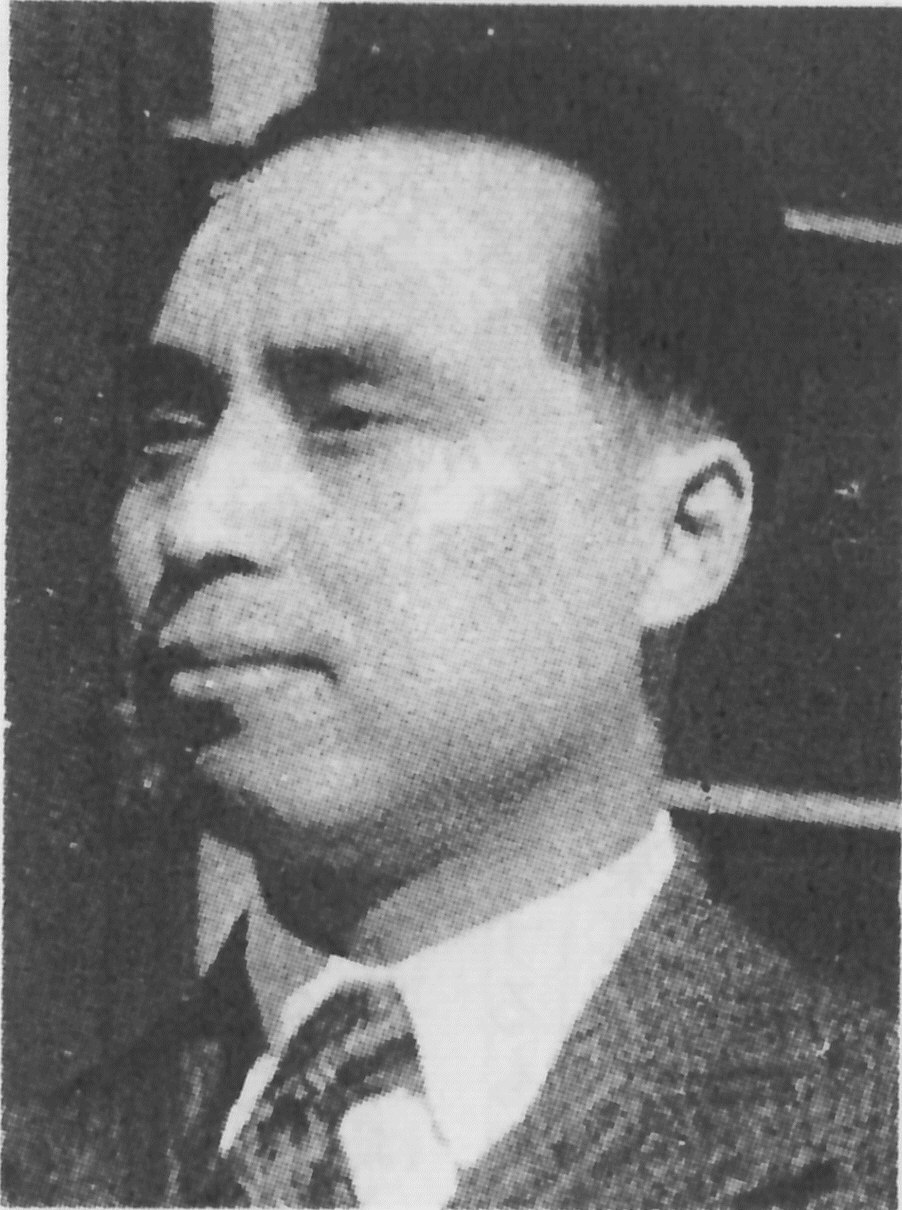
周隆庠

周隆庠（1905年—1969年），江苏无锡人，汪精衛政權外交官和政治人物，第二次中日戰爭期間曾經擔任汪精衛和陈公博的日語翻譯。

## 生平
周隆庠曾前往日本留学。1932年畢業於九州帝国大学法文学部法科。回到中華民國後擔任汪精衛日語翻譯。
1939年8月，任汪精衛政權的中國国民党中央委员。1940年4月，任汪精衛政權外交部亚洲司司长，代理常务次长；7月，任汪精衛政權外交部常务次长，兼亚洲司司长；8月，擔任汪精衛政權中國国民党海外党务委员会委员。1941年5月，任汪精衛政權清乡委员会总参议；10月，任汪精衛政權外交部政务次长。1942年2月，任汪精衛政權时局策进委员会副秘书长。1943年1月，任汪精衛政權外交部次长；2月，任汪精衛政權新国民运动促进委员会委员；4月，任汪精衛政權国民政府政务参赞；9月，任汪精衛政權行政院秘书长。
1944年5月，任汪精衛政權中央政治委员会最高国防会议副秘书长；11月，汪精卫去世后，任陈公博日语翻译並任汪精衛政權国民政府文官处文官长等职。1945年8月25日，随陈公博逃往日本；10月，被押送回中華民國，並以叛国罪判處无期徒刑。
1969年，在上海去世。